# プッタウォン
プッタウォンはタイ王国のチエンマイ県にあったチエンマイ王朝の第4代目の君主である。1代目の王・カーウィラ公の父の弟。治世は歴代王の中で一番長かった。このころ、ビルマがイギリスと戦争していたため、国内情勢は比較的安定した。このころ、イギリスから多くの企業家が訪れ、王に国境付近の森林の伐採許可を請うた。これによりタイ北部はチーク材の産地となり、この伐採業は20世紀後半までタイの主要輸出品目の一つにもなっていた。

## 関連記事
- タイ君主一覧